# 嶽川奈美子
嶽川 奈美子（たけがわ なみこ、1980年10月16日 - ）は、日本のタレントで、元レースクイーン。アイドルユニット「anela（アネラ）」の元・メンバーである。（2009年7月末で卒業）
東京都出身。ギャレエンタテインメント所属。

## 略歴・人物
大学卒業後、3年間のOL生活を経てタレント業を開始。2007年と2008年にレースクイーンとして活動する他、ZAK THE QUEEN2007への出場やバニーガール向上委員会への参加もあった。
2010年2月1日に、自らのブログで、15歳上の会社員と結婚していたことと2009年12月11日に出産していたことを明らかにした。現在は3児の母。
趣味はエアロビクス、インターネット、特技はドラム。弟が1人いる。
演歌歌手の高木ちえ美はいとこに当たる。

## 経歴
- Super耐久シリーズ2007 ランナップスポーツレースクィーン
- SUPER GTシリーズ2007レイジュンダンロップA&Sレーシングレースクィーン
- Super耐久シリーズ2008 クールウェーブギャルレースクィーン

## 出演

### バラエティー
- ジャンクSPORTS（フジテレビ）

### ドラマ
- 花ざかりの君たちへ〜イケメン♂パラダイス〜（フジテレビ）
- 危廉陣女子学園（東京MXテレビ）

### 映画
- セブンスピリッツ ヴァルキリーズ オブ ザ ブラウ

### WEB
- 産経デジタル ZAK THE QUEEN 1st Stage
- @nifty 週刊レースクィーンコレクション
- 米原康正 Cex Work
- ザ・テンメイワールド
- ヤングチャンピオン開脚美女

### CM
- タカラトミースチールモデル

### 雑誌
- KKベストセラーズ ザ・ベストマガジンスペシャル
- ドカント 2008/12月号

## 作品

### DVD
1. クィーンアリス「現役レースクィーン vol.1 嶽川奈美子」
2. クィーンアリス「現役レースクィーン vol.3 嶽川奈美子」
3. 日本メディアサプライ「激写プレミアム　嶽川奈美子」
4. メディアフォース「淑女全開　嶽川奈美子」
5. ラインコミュニケーションズ「甘露〜kan-ro〜」（2008年10月）
6. スパイスビジュアル「雪月花」（2009年1月）
7. スパイスビジュアル「灼熱夢」（2009年4月）
8. ラインコミュニケーションズ「月桃~Tuki-MoMo~」（2009年7月）
9. アフターカーニバル（2009年10月）